# Matt Bradley
Matthew William Bradley (* 13. července 1978 ve Stittsville, Ontario) je bývalý kanadský hokejový útočník. Momentálně pracuje jako skaut pro klub Washington Capitals.

## Hráčská kariéra
Před vstupem do draftu, hrával v juniorském celku Kingston Frontenacs hrající v OHL. V klubu působil v letech 1995–1998. V posledním roce získal cenu William Hanley Trophy. V roce 1996 byl draftován týmem San Jose Sharks ve čtvrtém kole 102. celkově. Poprvé v seniorském hokeji se objevil v sezoně 1996/97, v nižší zámořské soutěži AHL odehrál jeden zápas, ve kterém přihrál na gól. Na farmě Sharks v Kentucky Thoroughblades hrál stabilně v období 1998–2000. Sezonu 2000/2001 střídal mezi farmou Kentucky a hlavním týmem San Jose Sharks. 6. října 2000 debutoval v NHL, zápas odehrál proti St. Louis Blues. Od roku 2001 byl kmenovým hráčem Sharks. 1. března 2003 byl vyměněn za Wayne Primeau do Pittsburgh Penguins. V klubu Penguins setrval jeden rok. Během výluky v NHL 2004/2005 odehrál šest zápasů v nižší rakouské lize za klub EC Dornbirn. 18. srpna 2005 podepsal smlouvu s klubem Washington Capitals jako volný hráč. První sezonu v Capitals plnil roli alternativního hráče. V sezóně 2007–08 zdvojnásobil počet střel na bránu z předchozí sezony, celkem vystřelil 111krát na branku. Byl třetím nejvíce střílejícím hráčem mezi hráči Capitals, přestože byl druhý s nejnižší časem na ledě. Zlepšil si hodnocení plus/minus v každém ročním období, které se datuje do roku 2003. 27. května 2008 prodloužil smlouvu s Washington Capitals na následující tři roky za 1 000 000 dolarů na sezónu. Hlavní účel v Capitals měl takový, aby chránil hvězdy týmu např.: Alexander Ovečkin, Nicklas Bäckström a další. Po vypršení smlouvy nemělo vedení klubu již zájem a 1. července 2011 se stal volným hráčem. Později si ho vyhlídl tým Florida Panthers, se kterým podepsal dvouletou smlouvu v hodnotě 950 000 dolarů. Ve Floridě však strávil jeden rok. 29. října 2012 se dohodl na smlouvě s finským klubem TuTo Hockey, hrající v nižší lize pod názvem Mestis. V prvním zápase, které se odehrálo 1. listopadu 2012, utrpěl otřes mozku. Po čtyřech dnech se rozhodl k návratu do Kanady, podrobit se rehabilitacím, později se rozhodl ukončit hráčskou kariéru.

## Ocenění a úspěchy
- 1998 OHL – William Hanley Trophy

## Prvenství
- Debut v NHL – 6. října 2000 (St. Louis Blues proti San Jose Sharks)
- První asistence v NHL 12. října 2000 (Phoenix Coyotes proti San Jose Sharks)
- První gól v NHL 9. listopadu 2000 (San Jose Sharks proti Columbus Blue Jackets, kanadskému brankáři Ron Tugnutt)

## Klubové statistiky
| Sezóna       | Klub                    | Soutěž       |     | Základní část | Základní část | Základní část | Základní část | Základní část |   | Play off | Play off | Play off | Play off | Play off |
| Sezóna       | Klub                    | Soutěž       | Z   | G             | A             | B             | TM            | Z             | G | A        | B        | TM       |          |          |
| 1993–94      | Ottawa Valley Titans    | ODHA         | 32  | 26            | 22            | 48            | 46            | —             | — | —        | —        | —        |          |          |
| 1994–95      | Cumberland Grads        | CJHL         | 41  | 13            | 22            | 35            | 62            | —             | — | —        | —        | —        |          |          |
| 1995–96      | Kingston Frontenacs     | OHL          | 55  | 10            | 14            | 24            | 17            | 6             | 0 | 1        | 1        | 6        |          |          |
| 1996–97      | Kingston Frontenacs     | OHL          | 65  | 24            | 24            | 48            | 41            | 5             | 0 | 4        | 4        | 2        |          |          |
| 1996–97      | Kentucky Thoroughblades | AHL          | 1   | 0             | 1             | 1             | 0             | —             | — | —        | —        | —        |          |          |
| 1997–98      | Kingston Frontenacs     | OHL          | 55  | 33            | 50            | 83            | 24            | 8             | 3 | 4        | 7        | 7        |          |          |
| 1998–99      | Kentucky Thoroughblades | AHL          | 79  | 23            | 20            | 43            | 57            | 10            | 1 | 4        | 5        | 4        |          |          |
| 1999–00      | Kentucky Thoroughblades | AHL          | 80  | 22            | 19            | 41            | 81            | 9             | 6 | 3        | 9        | 9        |          |          |
| 2000–01      | Kentucky Thoroughblades | AHL          | 22  | 5             | 8             | 13            | 16            | 1             | 1 | 0        | 1        | 5        |          |          |
| 2000–01      | San Jose Sharks         | NHL          | 21  | 1             | 1             | 2             | 19            | —             | — | —        | —        | —        |          |          |
| 2001–02      | San Jose Sharks         | NHL          | 54  | 9             | 13            | 22            | 43            | 10            | 0 | 0        | 0        | 0        |          |          |
| 2002–03      | San Jose Sharks         | NHL          | 46  | 2             | 3             | 5             | 37            | —             | — | —        | —        | —        |          |          |
| 2003–04      | Pittsburgh Penguins     | NHL          | 82  | 7             | 9             | 16            | 65            | —             | — | —        | —        | —        |          |          |
| 2004–05      | Dornbirner EC           | RAK2         | 6   | 5             | 2             | 7             | 18            | —             | — | —        | —        | —        |          |          |
| 2005–06      | Washington Capitals     | NHL          | 74  | 7             | 12            | 19            | 72            | —             | — | —        | —        | —        |          |          |
| 2006–07      | Washington Capitals     | NHL          | 57  | 4             | 9             | 13            | 47            | —             | — | —        | —        | —        |          |          |
| 2007–08      | Washington Capitals     | NHL          | 77  | 7             | 11            | 18            | 74            | 7             | 0 | 2        | 2        | 2        |          |          |
| 2008–09      | Washington Capitals     | NHL          | 81  | 5             | 6             | 11            | 59            | 14            | 2 | 4        | 6        | 0        |          |          |
| 2009–10      | Washington Capitals     | NHL          | 77  | 10            | 14            | 24            | 47            | 7             | 1 | 2        | 3        | 2        |          |          |
| 2010–11      | Washington Capitals     | NHL          | 61  | 4             | 7             | 11            | 68            | 9             | 0 | 0        | 0        | 4        |          |          |
| 2011–12      | Florida Panthers        | NHL          | 45  | 3             | 5             | 8             | 31            | —             | — | —        | —        | —        |          |          |
| 2012–13      | TuTo                    | Mestis       | 1   | 0             | 1             | 1             | 0             | —             | — | —        | —        | —        |          |          |
| Celkem v NHL | Celkem v NHL            | Celkem v NHL | 675 | 59            | 90            | 149           | 562           | 47            | 3 | 8        | 11       | 8        |          |          |

## Reprezentace
| Rok                       | Tým                       | Soutěž                    | Z | G | A | B | TM |
| ------------------------- | ------------------------- | ------------------------- | - | - | - | - | -- |
| 1998                      | Kanada 20                 | MSJ                       | 7 | 1 | 1 | 2 | 4  |
| Juniorská kariéra celkově | Juniorská kariéra celkově | Juniorská kariéra celkově | 7 | 1 | 1 | 2 | 4  |